# Lay Lady Lay
Lay Lady Lay – piosenka skomponowana przez Boba Dylana, nagrana przez niego w lutym 1969 i wydana na albumie Nashville Skyline w kwietniu 1969 r. oraz jako strona A singla. Jeden z największych przebojów i jedna z najpopularniejszych piosenek Dylana.

## Historia i charakter utworu
Utwór ten został nagrany na drugiej sesji do albumu 14 lutego 1969 r. Plonem tej sesji były także: „Tell Me That It Isn’t True”, „Country Pie” oraz „Peggy Day”.
Próbę nagrania tej piosenki podjął Dylan już na pierwszej sesji 13 lutego, jednak po czterech nieudanych podejściach zrezygnował. Do studia powrócił następnego dnia, ale dopiero piąta próba zakończyła się sukcesem.
Po usłyszeniu „Lay Lady Lay” Clive Davis – prezydent Columbia Records – natychmiast zaproponował wydanie jej na singlu, wbrew oporom samego Dylana, który nie czuł się w ogóle z nią związany, gdyż jak powiedział: nie była reprezentatywna dla wszystkiego, co robię... Ostatecznie jednak kompozycja ta została wydana jako singiel. Do dziś jest to najlepiej sprzedający się singiel artysty.
Piosenka ta była zapewne pierwszą kompozycją Dylana, która powstała jeszcze przed napisaniem słów. Do tej pory Dylan najpierw pisał tekst, a potem komponował muzykę. W tym przypadku stało się odwrotnie.
„Lay Lady Lay” jest utworem o tematyce miłosnej, a nawet erotycznej. Samego siebie Dylan przedstawia – właściwie po raz pierwszy – jako bardzo zmysłowego i sexy, w stylu Elvisa Presleya. Zmysłowa nastrojowość utworu podkreślana jest przez łagodne brzmienie elektrycznej gitary hawajskiej Pete’a Drake’a.
Źródłem do niektórych partii tekstu mogły być bluesy, a w „Rough Alley Blues” znajduje się wers lay across my big brass bed. Blues ten został nagrany 23 października 1931 r. przez Ruth (Mary) Willis (ale to nagranie firmowała jako „Ruth Day”). Jej akompaniatorem na gitarze był jeden z idoli Dylana – Blind Willie McTell (w tym nagraniu jako „Guitar Sammie”).

## Wykonania piosenki przez Dylana
- Dylan wykonywał tę piosenkę podczas tournée z The Band w 1974 r., zawsze jako drugą na koncercie.
- W 2 lata później wykonywał ten utwór w czasie Rolling Thunder Revue 2 (18 kwietnia 1976 – 25 maja 1976). Wykonanie z 16 maja w County Convention Center Arena w Fort Worth (Teksas) ukazało się na albumie Hard Rain. Wersja wykonywana w czasie tego tournée była raczej wykrzyczana niż zaśpiewana.
- Później wykonywał ją zdecydowanie bardziej zmysłowo i erotycznie.
- W 1984 r. piosenka ta została wykonana tylko raz.
- Dylan powrócił do niej w 1986 r. podczas tournée z Tom Petty & the Heartbreakers. Była to wersja mocno zelektryfikowana.
- W następnych latach większość wykonań była także na instrumentach elektrycznych.
- W latach 2000 powrócił do gitary stalowej, jednak jego ochrypły głos i specyficzne wykonie nadały piosence nieco demonicznego charakteru.

## Muzycy
- Bob Dylan – gitara, harmonijka, wokal, pianino
- Charlie McCoy – gitara basowa
- Kenneth Buttrey – perkusja
- Pete Drake – elektryczna gitara hawajska
- Norman Blake – gitara
- Charlie Daniels – gitara
- Bob Wilson – pianino

## Wersje innych wykonawców
- The Byrds – Dr. Byrds and Mr. Hyde (1969); Original Singles, Volume 2 (1982); The Byrds (1990); Definitive Collection (1995)
- Cher – 3614 Jackson Highway (1969)
- The Brothers & Sisters of Los Angeles – Dylan’s Gospel (1969)
- Keith Jarrett – singiel (1969)
- Sandie Shaw – Reviewing the Situation (1969)
- Ramblin’ Jack Elliott – Bull Durham Sacks & Railroad Tracks (1970); Me & Bobby McGee (1995)
- Ben E. King – Rough Edges (1970)
- Tony Mattola – Guitar Factory (1970)
- Jackie DeShannon – Songs (1971)
- Nicky Thomas – Tell It Like It Is (1971)
- The Isley Brothers – Giving It Back (1971); Isleys Live (1972); Timeless (1979); Beautiful Ballads (1994)
- Melanie Safka – Garden in the City (1971); Four Sides of Melanie (1972); Melanie Magic (1999)
- Claude Denjean – Moog (1971)
- José Feliciano – Memphis Menu (1972)
- Mike Batt Orchestra – Portrait of Dylan (1972)
- James Last – Music from Across the Way (1972)
- Music from Free Creek – Music from Free Creek (1972)
- The Harry Roche – Constellation, Spiral (1973)
- The Mystic Moods Orchestra – Love the One You’re One with (1975)
- Hoyt Axton – Fearless (1976)
- Roger Young – Roger Young and the Reason Why (1978)
- Kevin Ayers – Diamond Jack and the Queen of Pain (1983)
- The Everly Brothers – EB84 (1984); Wings of a Nightingale (1998)
- Richie Havens – Sings Beatles and Dylan (1990)
- Albert Lee – Black Claw and Country Feever (1991)
- Either/Orchestra – Brunt (1993)
- Duran Duran – Thank You (1995)
- Ministry – Filth Pig (1995)
- Booker T. and the M.G.’s – Time Is Tight (1998)
- Insol – Insol (1998)
- The Paragons – Sing the Beatles and Bob Dylan (1998)
- Davis West na zbiorowym albumie Pickin’ on Dylan (1988)
- Isaac Hayes – Tangled Up in Blues: The Songs of Bob Dylan (1998)
- Steve Howe – Portraits of Bob Dylan (1999)
- Dave Claud – Dave Claud Present: Songs I Will Always Sing (2000)
- Second Floor – Plays Dylan (2001)
- Dylanesque – Basement Fakes (2001
- Todd Rubenstein – The String Quartet Tribute to Bob Dylan (2003)
- Cassandra Wilson – Glamoured (2003)
- Big Brass Bed – A Few Dylan Songs 2003)
- Chalice na albumie Blowin’ in the Wind: A Reggae Tribute to Bob Dylan (2003)
- US Maple – Purple on Tim (2003)
- Magnet and Gemma Hayes – On Your Side (2003) i w filmie Pan i pani Smith (2005)
- Buddy Guy (z udziałem Anthony’ego Hamiltona) – Bring 'Em In (2005)
- The Stands na kompilacyjnym albumie Acoustic '05 (2005)
- Martyna Jakubowicz – Tylko Dylan (2005)
- Maria Muldaur – Heart of Mine: Love Songs of Bob Dylan (2006)
- Sparta na albumie różnych wykonawców My Favorite Song Writers (2006)
- Deana Carter – The Chain (2007)
- Roch Voisine – Americana (2008)

## Dyskografia
Singiel
- „Lay Lady Lay”/„Peggy Day” (07. 1969)

Albumy;
- Bob Dylan’s Greatest Hits Vol. II (1971)
- Before the Flood (1974) – Bob Dylan & the Band
- Hard Rain (1977)
- Biograph (1985)
- The Essential Bob Dylan (2000)
- Dylan (2007)

## Listy przebojów
| Rok                  | Singel         | Lista              | Pozycja |
| -------------------- | -------------- | ------------------ | ------- |
| lipiec/sierpień 1969 | „Lay Lady Lay” | Billboard. Hot 100 | 7       |
| lipiec/sierpień 1969 | „Lay Lady Lay” | UK Chart           | 5       |